# Grand Prix moto des États-Unis 1989
Le  Grand Prix moto des États-Unis 1989 est la troisième manche du championnat du monde de vitesse moto 1989. La compétition s'est déroulée du 14 au 16 avril 1989 sur le circuit de Laguna Seca.
C'est la 7e édition du Grand Prix moto des États-Unis et la 4e édition comptant pour les championnats du monde.

## Classement final 500 cm3
| Pos. | Pilote              | Constructeur | Temps/Écart     | Points |
| ---- | ------------------- | ------------ | --------------- | ------ |
| 1    | Wayne Rainey        | Yamaha       | 58 min 56 s 179 | 20     |
| 2    | Kevin Schwantz      | Suzuki       | +6 s 849        | 17     |
| 3    | Eddie Lawson        | Honda        | +19 s 912       | 15     |
| 4    | Kevin Magee         | Yamaha       | +23 s 732       | 13     |
| 5    | Niall Mackenzie     | Yamaha       | +28 s 223       | 11     |
| 6    | Christian Sarron    | Yamaha       | +30 s 595       | 10     |
| 7    | Pierfrancesco Chili | Honda        | +1 min 29 s 901 | 9      |
| 8    | Mickael Doohan      | Honda        | +1 tour         | 8      |
| 9    | Bubba Shobert       | Honda        | +1 tour         | 7      |
| 10   | Dominique Sarron    | Honda        | +1 tour         | 6      |
| 11   | Alessandro Valesi   | Yamaha       | +2 tours        | 5      |
| 12   | Marco Gentile       | Fior         | +2 tours        | 4      |
| 13   | Damon Buckmaster    | Honda        | +2 tours        | 3      |
| 14   | Bruno Kneubuhler    | Honda        | +2 tours        | 2      |
| 15   | Michael Rudroff     | Honda        | +3 tours        | 1      |
| 16   | Francisco Gonzales  | Honda        | +4 tours        |        |
| 17   | Vincenzo Cascino    | Honda        | +4 tours        |        |
| Abd. | Ron Haslam          | Suzuki       | Abandon         |        |
| Abd. | Tadahiko Taira      | Yamaha       | Abandon         |        |
| Abd. | Nicholas Schmassman | Honda        | Abandon         |        |
| Abd. | Freddie Spencer     | Yamaha       | Abandon         |        |
| Abd. | Randy Mamola        | Cagiva       | Abandon         |        |
| Abd. | David Busby         | Honda        | Abandon         |        |
| Abd. | Eugene Brown        | Suzuki       | Abandon         |        |
| Abd. | Michael Wild        | Suzuki       | Abandon         |        |
| Abd. | Wayne Gardner       | Honda        | Abandon         |        |

## Classement final 250 cm3
| Pos. | Pilote               | Constructeur | Temps/Écart     | Points |
| ---- | -------------------- | ------------ | --------------- | ------ |
| 1    | John Kocinski        | Yamaha       | 48 min 19 s 960 | 20     |
| 2    | Jim Filice           | Honda        | +8 s 020        | 17     |
| 3    | Luca Cadalora        | Yamaha       | +12 s 790       | 15     |
| 4    | Sito Pons            | Honda        | +17 s 400       | 13     |
| 5    | Carlos Cardus        | Honda        | +22 s 230       | 11     |
| 6    | Jacques Cornu        | Honda        | +22 s 670       | 10     |
| 7    | Jean-Philippe Ruggia | Yamaha       | +32 s 680       | 9      |
| 8    | Reinhold Roth        | Honda        | +53 s 980       | 8      |
| 9    | Loris Reggiani       | Honda        | +1 min 02 s 700 | 7      |
| 10   | Masao Shimizu        | Honda        | +1 min 09 s 380 | 6      |
| 11   | Ivan Palazzese       | Aprilia      | +1 min 18 s 620 | 5      |
| 12   | Alberto Puig         | Yamaha       | +1 tour         | 4      |
| 13   | Jochen Schmid        | Honda        | +1 tour         | 3      |
| 14   | Didier de Radigues   | Aprilia      | +1 tour         | 2      |
| 15   | Garry Cowan          | Yamaha       | +1 tour         | 1      |
| 16   | Alex Barros          | Yamaha       | +1 tour         |        |
| 17   | Fabio Barchitta      | Aprilia      | +1 tour         |        |
| 18   | Stefano Caracchi     | Honda        | +1 tour         |        |
| 19   | Harald Eckl          | Aprilia      | +1 tour         |        |
| 20   | Rich Oliver          | Yamaha       | +1 tour         |        |
| 21   | Fausto Ricci         | Aprilia      | +1 tour         |        |
| 22   | Andy Preining        | Aprilia      | +1 tour         |        |
| 23   | David Moore          | Yamaha       | +1 tour         |        |
| 24   | Jean-François Baldé  | Yamaha       | Abandon         |        |
| Abd. | August Auinger       | Yamaha       | Abandon         |        |
| Abd. | Daniel Amatriain     | Honda        | Abandon         |        |
| Abd. | Alan Carter          | Aprilia      | Abandon         |        |
| Abd. | Xavier Cardelus      | JJ Cobas     | Abandon         |        |
| Abd. | Martin Wimmer        | Rotax        | Abandon         |        |
| Abd. | Robbie Petersen      | Aprilia      | Abandon         |        |
| Abd. | Jean Foray           | Yamaha       | Abandon         |        |
| Abd. | Alberto Rota         | Aprilia      | Abandon         |        |
| Abd. | Juan Garriga         | Yamaha       | Abandon         |        |
| Abd. | Helmut Bradl         | Honda        | Abandon         |        |

## 125 cm3
Pas d’épreuve dans cette cylindrée